# Першотравневый сельский совет (Зеньковский район)
Першотравневый сельский совет (укр. Першотравнева сільська рада) — входит в состав
Зеньковского района
Полтавской области
Украины.
Административный центр сельского совета находится в 
с. Першотравневое.

## Населённые пункты совета
- с. Першотравневое
- с. Великая Пожарня
- с. Килочки
- с. Круглое
- с. Свечкаревщина
- с. Храпачов Яр
- с. Шенгариевка